# レドリッヒ・クオンの状態方程式
レドリッヒ・クオンの状態方程式（レドリッヒ・クオンのじょうたいほうていしき、英: Redlich–Kwong equation of state）は、物理学や熱力学において、温度、圧力、気体の体積の関係を記述する経験的な代数方程式である。この方程式は、臨界温度以上の温度領域において、ファンデルワールスの状態方程式や理想気体の状態方程式よりも一般的に精度が高い。この方程式は1949年に、オットー・レドリッヒ（Otto Redlich）とジョーゼフ・ネン・シュン・クオン（Joseph Neng Shun Kwong）によって提案された。この方程式は、2つのパラメータを持つ三次状態方程式が、多くの状況で現実を十分に反映できることを示した。当時使用されていたビーッティー・ブリッジマンモデル（Beattie–Bridgeman model）やベネディクト・ウェブ・ルビンの方程式（Benedict–Webb–Rubin equation）と並ぶものとなった。レドリッヒ・クオンの状態方程式は、もともと気体のために開発されたが、後に最も多く修正が加えられた状態方程式と考えられている。これらの修正は、元の方程式から得られる予測結果を一般化することを目的としている。現在、この方程式自体は実用的な用途にはほとんど使われていないが、この数学モデルから派生したソアべ・レドリッヒ・クオンの状態方程式（SRK式）や、ペン・ロビンソンの状態方程式（PR式）などの改良版は発展し、気液平衡のシミュレーションや研究で現在も使用されている。

## 式
レドリッヒ・クオンの状態方程式は、以下のように定式化される。
{\displaystyle p={\frac {R\,T}{V_{m}-b}}-{\frac {a}{{\sqrt {T}}\;V_{m}\,(V_{m}+b)}}}
ここで、pは気体の圧力、Rは気体定数、Tは温度、Vmはモル体積（V/n）、aは分子間力を補正する定数、bは分子の体積を補正する定数である。これらの定数は、解析対象の気体によって異なり、臨界点のデータから次のように求められる。
{\displaystyle a={\frac {1}{9({\sqrt[{3}]{2}}-1)}}\,{\frac {R^{2}\,{T_{c}}^{2.5}}{P_{c}}}=0.42748\,{\frac {R^{2}\,{T_{c}}^{2.5}}{P_{c}}}}
{\displaystyle b={\frac {{\sqrt[{3}]{2}}-1}{3}}\,{\frac {R\,T_{c}}{P_{c}}}=0.08664\,{\frac {R\,T_{c}}{P_{c}}}}
ここで、Tcは臨界温度、Pcは臨界圧力である。また、レドリッヒ・クオンの状態方程式は、気体の圧縮率因子の式として表すこともできる。
{\displaystyle Z={\frac {p\,V_{m}}{R\,T}}={\frac {1}{1-h}}\ -{\frac {A^{2}}{B}}{\frac {h}{1+h}}}
ここで、
{\displaystyle A^{2}={\frac {a}{R^{2}\,T^{5/2}}}={\frac {0.42748\,{T_{c}}^{5/2}}{P_{c}\,T^{5/2}}}}
{\displaystyle B={\frac {b}{R\,T}}={\frac {0.08664\,T_{c}}{P_{c}\,T}}}
{\displaystyle h={\frac {B\,p}{Z}}={\frac {b}{V_{m}}}}
である。また、以下のようにより簡単な形でも表される。
{\displaystyle Z={\frac {pV_{m}}{RT}}={\frac {V_{m}}{V_{m}-b}}-{\frac {a}{RT^{3/2}\left(V_{m}+b\right)}}}
この方程式はZ（圧縮率因子）を圧力と温度の関数として暗示的に示すが、数値的に簡単に解くことができる。もともとは、グラフ補間によって解かれていたが、現在ではコンピュータを用いた数値解法が容易に行える。さらに、三次方程式の解析解は何世紀も前から知られており、コンピュータによる計算も高速である。レドリッヒ・クオンの状態方程式は、モル体積の三次関数としても表すことができる。
すべてのレドリッヒ・クオンの気体については以下の通りである。
{\displaystyle Z_{c}={1 \over 3}}
ここで、Zcは臨界点における圧縮率因子である。

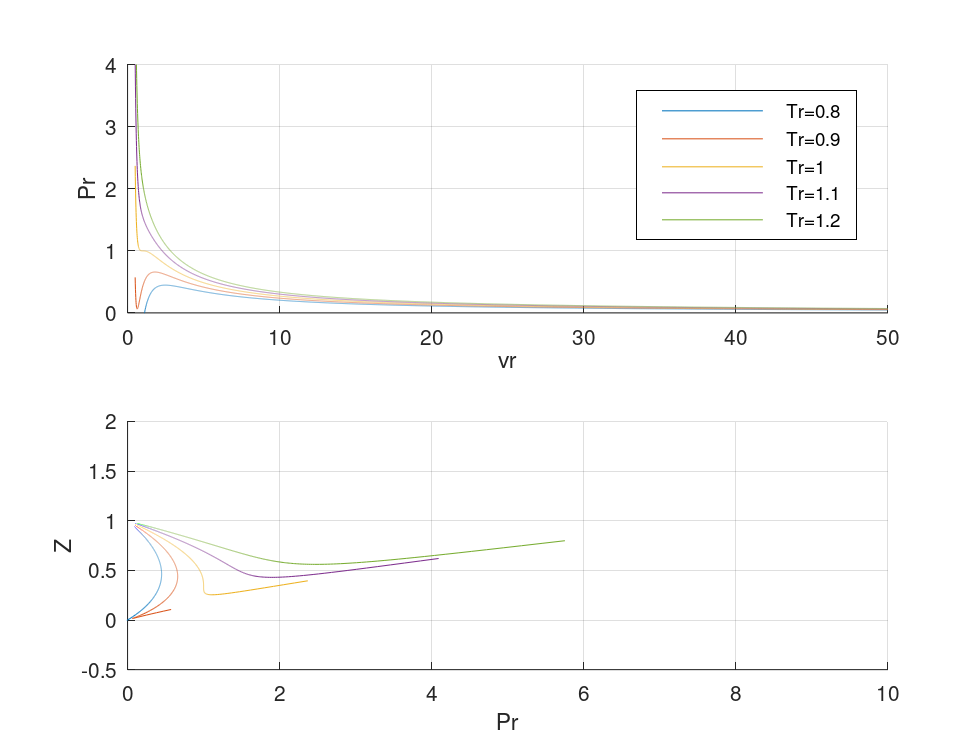
レドリッヒ・クオンのPr(Vr)およびZ(Pr)のグラフ（Trは一定）。

以下の縮約変数を用いると、状態方程式は縮約形で表せる。
{\displaystyle \ p_{r}={\frac {p}{P_{\text{c}}}}\ ,\ V_{r}={\frac {V_{\text{m}}}{V_{\text{m,c}}}}\ ,\ T_{r}={\frac {T}{T_{\text{c}}}}\quad }
{\displaystyle p_{r}={\frac {Z_{c}^{-1}T_{r}}{V_{r}-0.08664Z_{c}^{-1}}}-{\frac {0.42748Z_{c}^{-2}}{{\sqrt {T_{r}}}V_{r}\left(V_{r}+0.08664Z_{c}^{-1}\right)}}}
また、{\displaystyle Z_{c}^{-1}=3}であることから、次の関係が導かれる。
{\displaystyle p_{r}={\frac {3T_{r}}{V_{r}-b'}}-{\frac {1}{b'{\sqrt {T_{r}}}V_{r}\left(V_{r}+b'\right)}}\quad }
ここで、
{\displaystyle b'={\sqrt[{3}]{2}}-1\approx 0.26}
である。さらに、レドリッヒ・クオンの状態方程式から、気体のフガシティ係数（fugacity coefficient） を推定できる。
{\displaystyle \ln \phi =\int _{0}^{P}{{\frac {Z-1}{p}}dP}=Z-1-\ln {(Z-B\,P)}-{\frac {A^{2}}{B}}\,\ln {(1+{\frac {B\,P}{Z}})}}

### 臨界定数
臨界定数TcおよびPcは、以下の2つの方程式a(Tc, Pc)およびb(Tc, Pc)を逆算することで、aおよびbの関数として表すことが可能である。
{\displaystyle a={\frac {1}{9({\sqrt[{3}]{2}}-1)}}\,{\frac {R^{2}\,{T_{c}}^{5/2}}{P_{c}}}={\frac {1}{9({\sqrt[{3}]{2}}-1)}}\,{\frac {R^{2}\,{T_{c}}^{5/2}}{{\frac {{\sqrt[{3}]{2}}-1}{3}}\,{\frac {R\,T_{c}}{b}}}}=>a={\frac {bR\,{T_{c}}^{3/2}}{3({\sqrt[{3}]{2}}-1)^{2}}}=>T_{c}=3^{2/3}({\sqrt[{3}]{2}}-1)^{4/3}({\frac {a}{bR}})^{2/3}}
{\displaystyle b={\frac {{\sqrt[{3}]{2}}-1}{3}}\,{\frac {R\,T_{c}}{P_{c}}}=>P_{c}={\frac {{\sqrt[{3}]{2}}-1}{3}}\,{\frac {R\,T_{c}}{b}}=>P_{c}={\frac {({\sqrt[{3}]{2}}-1)^{7/3}}{3^{1/3}}}R^{1/3}{\frac {a^{2/3}}{b^{5/3}}}}
また、臨界状態における圧縮率因子（compressibility factor） の定義に基づき、すでに求めたPc、TcおよびZc=1/3を用いることで、臨界モル体積Vm,cを導出することができる。
{\displaystyle Z={\frac {PV_{m}}{RT}}=>Z_{c}={\frac {P_{c}V_{m,c}}{RT_{c}}}=>V_{m,c}=Z_{c}{\frac {RT_{c}}{P_{c}}}}
{\displaystyle V_{m,c}={\frac {R}{3}}{\frac {3^{2/3}({\sqrt[{3}]{2}}-1)^{4/3}({\frac {a}{bR}})^{2/3}}{{\frac {({\sqrt[{3}]{2}}-1)^{7/3}}{3^{1/3}}}R^{1/3}{\frac {a^{2/3}}{b^{5/3}}}}}={\frac {R}{3}}{\frac {3b}{R({\sqrt[{3}]{2}}-1)}}={\frac {b}{{\sqrt[{3}]{2}}-1}}}

### 多成分系
レドリッヒ・クオンの状態方程式は、気体の混合物にも適用可能とする意図で開発された。混合物において、分子の体積を表すb項は、成分のb値のモル分率で重み付けした平均となる。
{\displaystyle b=\sum _{i}\sum _{j}x_{i}\,x_{j}b_{ij},}
{\displaystyle B=\sum _{i}x_{i}\,B_{i}}
ここで、xiは混合物中のi番目の成分のモル分率、bijは混合物中のi-jペアの共体積パラメータ、Biは混合物中のi番目の成分のB値を表す。交差項bij（すなわち、{\displaystyle i\neq j}の項）は、一般に次のように計算される。
{\displaystyle b_{ij}={\frac {b_{i}+b_{j}}{2}}(1-l_{ij})}
ここで、{\displaystyle l_{ij}}は交差相互作用の非対称性を考慮するために経験的に適合されることが多い相互作用パラメータである 。引力を表す定数aはモル分率に対して線形ではなく、むしろモル分率の二乗に依存する。
{\displaystyle a=\sum _{i}\sum _{j}x_{i}\,x_{j}\,a_{i\,j}}
ここで、{\displaystyle a_{ij}}は成分iと成分jの間の引力項、xiは混合物中のi番目の成分のモル分率、xjは混合物中のj番目の成分のモル分率である。一般に、引力の交差項は個々のa項の幾何平均を取り、それを相互作用パラメータ{\displaystyle k_{ij}}で調整すると仮定される。
{\displaystyle a_{i\,j}=(a_{i}\,a_{j})^{1/2}(1-k_{ij})}
ここで、相互作用パラメータ{\displaystyle k_{ij}}は、分子間の交差相互作用の非対称性を考慮するために経験的に適合されることが多い。この場合、引力項に関する次の式が得られる。
{\displaystyle A=\sum _{i}x_{i}\,A_{i}}
ここで、Aiは混合物中のi番目の成分のA項である。
これらのaおよびbパラメータを純物質のパラメータから導出する方法は、一般にファンデルワールスの一流体混合混合則および結合則として知られている。

## 歴史
ファンデルワールスの状態方程式は、1873年にヨハネス・ファン・デル・ワールスによって考案され、理想気体の状態方程式を超えた最初の現実的な状態方程式と広く認識されている。
{\displaystyle p={\frac {RT}{V_{\mathrm {m} }-b}}-{\frac {a}{V_{\mathrm {m} }^{2}}}}
しかし、その実際の挙動のモデル化は多くの用途で不十分であり、1949年までには使用されることが減少し、ビーッティー・ブリッジマンモデルやベネディクト・ウェブ・ルビンの方程式がより優先的に用いられるようになった。これらの状態方程式は、ファンデルワールスの状態方程式よりも多くのパラメータを含んでいる。レドリッヒ・クオンの状態方程式は、レドリッヒ（Redlich）とクオン（Kwong）がシェルのエメリービル研究所で働いていた際に開発された。クオンは1944年にシェルに入社し、1945年にレドリッヒと出会った。この方程式は、彼らが扱っていた気体（主に無極性または弱極性の炭化水素）の圧力、体積、温度を簡単な代数式で関係づける方法を求めた結果、生まれたものである（なお、レドリッヒ・クオンの状態方程式は、水素結合を形成する気体にはあまり適用できない）。この方程式は、1948年にオレゴン州のポートランドで開催された「溶液の熱力学および分子構造に関するシンポジウム」（第14回アメリカ化学会会議の一部）で共同発表された。レドリッヒ・クオンの状態方程式が多くの実在気体の挙動を正確にモデル化できたことは、適切に構築された三次二変数状態方程式が十分な結果をもたらすことを示している。彼らの成功を受けて、多くの研究者がこの形の方程式を改良し、レドリッヒとクオンの結果を超えようと試みた。

## 派生
この方程式は、本質的に経験則に基づくものであり、その導出は直接的でも厳密でもない。レドリッヒ・クオンの状態方程式は、ファンデルワールスの状態方程式と非常によく似ており、引力項にわずかな修正を加え、温度依存性を持たせた点が特徴である。
高圧では、すべての気体の体積はある有限の値に収束しており、温度とはほぼ無関係だが、気体分子のサイズに関係している。また、この体積は方程式中のbに反映されている。経験的に、この体積はおよそ0.26Vc（Vcは臨界点での体積）であることが分かっている。この近似は、多くの小型で無極性の化合物に対して非常に良好に適合し、実際の値はおよそ0.24Vcから0.28Vcの範囲に収まる。この方程式が高圧での体積の良い近似をするためには、次の条件を満たすように構築される必要があった。
{\displaystyle b=0.26\ V_{c}}
方程式の第一項は、この高圧での挙動を表している。
第二項は、分子間の引力を補正するものである。aの臨界温度および臨界圧力に対する関数形は、ほとんどの比較的無極性の気体において中程度の圧力で最適な適合を得るように経験的に選ばれている。

### 現実
定数aおよびbの値は、この状態方程式の形状によって完全に決定され、経験的に選択することはできない。この方程式が、以下のように臨界点{\displaystyle P=P_{c},V=V_{c}}で成立するようにし、
{\displaystyle P_{c}={\frac {R\,T_{c}}{V_{c}-b}}-{\frac {a}{{\sqrt {T_{c}}}\;V_{c}\,(V_{c}+b)}}}
さらに、臨界点における熱力学的条件を適用することで、
{\displaystyle \left({\frac {\partial P}{\partial V}}\right)_{T}=0}
{\displaystyle \left({\frac {\partial ^{2}P}{\partial V^{2}}}\right)_{T}=0}
一般性を失うことなく{\displaystyle b=b'V_{c}}および{\displaystyle V_{c}=Z_{c}RT_{c}/P_{c}}と定義すると、3つの制約が得られる。
{\displaystyle a={\frac {(1+b')^{2}}{(b'-1)^{2}(2+b')}}{\frac {R^{2}T_{c}^{5/2}Z_{c}}{P_{c}}}}
{\displaystyle a={\frac {(1+b')^{3}}{(1-b')^{3}(3+3b'+b'^{2})}}{\frac {R^{2}T_{c}^{5/2}Z_{c}}{P_{c}}}}
{\displaystyle a={\frac {(1+b')(1-Z_{c}+b'Z_{c})}{b'-1}}{\frac {R^{2}T_{c}^{5/2}Z_{c}}{P_{c}}}}
これらを同時に解き、b'およびZcが正の値を持つことを要求すると、一つの解が導かれる。
{\displaystyle Z_{c}={\frac {1}{3}},\;b'={\sqrt[{3}]{2}}-1,\;a={\frac {P_{c}V_{c}^{2}{\sqrt {T_{c}}}}{b'}}={\frac {1}{{\sqrt[{3}]{2}}-1}}\,{\frac {R^{2}\,{T_{c}}^{5/2}}{9P_{c}}}}

## 修正
レドリッヒ・クオンの状態方程式は、主に小さな非極性分子の蒸気相における性質を予測するために設計されており、一般的にその目的を達成している。しかし、これを改良・精密化する試みが数多く行われてきた。1975年には、レドリッヒ自身が第三のパラメータを追加した状態方程式を発表し、長鎖分子やより極性の強い分子の挙動をより正確にモデル化できるようにした。この1975年の方程式は、単なる修正ではなく、新たな状態方程式の再発明といえるものであり、当時のコンピュータ計算技術の発展を活用できるように設計された。また、多くの研究者が、レドリッヒ・クオンの状態方程式を修正したり、まったく異なる形式の状態方程式を提案した。1960年代半ばまでには、方程式を大幅に改良するには、特にaのパラメータが温度依存性を持つ必要があることが認識された。すでに1966年には バーナー（Barner）が、レドリッヒ・クオンの状態方程式は偏心因子（ω）が0に近い分子に対して最も適合することを指摘し、引力項の修正を提案した。
{\displaystyle a=\alpha +\gamma \,T^{-1.5}}
ここで、αは元のレドリッヒ・クオンの状態方程式の引力項であり、γはωに関係するパラメータで、ω = 0の場合はγ = 0となる。
この修正は、気相の挙動だけでなく、気液平衡の性質も正確にモデル化することが求められるようになったことに起因している。レドリッヒ・クオンの状態方程式の最も有名な応用の 1 つは、炭化水素混合物の気体フガシティーを計算することであり、この計算を利用して1961年にチャオ（Chao）とシーダー（Seader）による気液平衡モデルが開発された。しかし、レドリッヒ・クオンの状態方程式を単独で気液平衡のモデル化に適用するためには、より大幅な修正が必要だった。その中で最も成功したのが、1972年に提案されたソアベ・レドリッヒ・クオンの状態方程式である。ソアベの修正では、元の方程式の引力項の分母にあるT1/2の項を、より複雑な温度依存式に置き換えた。この方程式は以下のように表される。
{\displaystyle P={\frac {R\,T}{V_{m}-b}}-{\frac {a\,\alpha }{V_{m}(V_{m}+b)}}}
ここで、
- {\displaystyle \alpha =\left(1+(0.480+1.574\,\omega -0.176\,\omega ^{2})(1-{\sqrt {T_{r}}})\right)^{2}}
- {\displaystyle a={\frac {1}{9({\sqrt[{3}]{2}}-1)}}\,{\frac {R^{2}\,{T_{c}}^{2}}{P_{c}}}=0.42748\,{\frac {R^{2}\,{T_{c}}^{2}}{P_{c}}}}
- {\displaystyle b={\frac {{\sqrt[{3}]{2}}-1}{3}}\,{\frac {R\,T_{c}}{P_{c}}}=0.08664\,{\frac {R\,T_{c}}{P_{c}}}}

である。また、Trは減少温度 (reduced temperature)、ωは偏心因子 (acentric factor) である。
さらに、ペン・ロビンソンの状態方程式では、引力項の修正を加えて以下のように表されるようになった。
{\displaystyle p={\frac {R\,T}{V_{m}-b}}-{\frac {a\,\alpha }{V_{m}\,(V_{m}+b)+b\,(V_{m}-b)}}}
ペン・ロビンソンの状態方程式では、パラメータa、b、α が以下のように変更される。
{\displaystyle a={\frac {0.457235\,R^{2}\,T_{c}^{2}}{p_{c}}}}
{\displaystyle b={\frac {0.077796\,R\,T_{c}}{p_{c}}}}
{\displaystyle \alpha =\left(1+(0.37464+1.54226\omega -0.26992\omega ^{2})(1-{\sqrt {T_{r}}})\right)^{2}}。
気液平衡の予測性能はソアベの修正とほぼ同等だが、液相の密度の推定精度が向上することが多い。
また、分子サイズに関連する第一項をより正確に表現するために、いくつかの修正が試みられた。
ファンデルワールスの状態方程式以来の主要な改良の1つは、1963年にティエレ（Thiele）によって提案された剛体球状態方程式（Phs）の導入である。
{\displaystyle P_{hs}={\frac {R\,T}{V_{m}-b}}={\frac {R\,T}{V_{m}}}\,{\frac {1}{1-{\frac {b}{V_{m}}}}}}
{\displaystyle P_{hs}={\frac {R\,T}{V_{m}}}\,{\frac {1-\eta ^{3}}{(1-\eta )^{4}}}}
ここで、
{\displaystyle \eta ={\frac {b}{4\,V_{m}}}}
である。この式はカーナハン（Carnahan）とスターリング（Starling）によって改良され、次のようになった。
{\displaystyle P_{hs}={\frac {R\,T}{V_{m}}}\,{\frac {1+\eta +\eta ^{2}-\eta ^{3}}{(1-\eta )^{3}}}}
カーナハン・スターリングの剛体球状態方程式は、他の状態方程式の開発に広く利用され、特に斥力項の近似精度が非常に高いことが知られている。
二変数状態方程式の改良を超えて、三変数の状態方程式も数多く開発されてきた。これらの方程式では、第三のパラメータが臨界点での圧縮率因子Zcや偏心因子ωに依存する場合が多い。シュミット（Schmidt）とヴェンツェル（Wenzel）は、偏心因子を組み込んだ引力項を持つ以下のような状態方程式を提案した。
{\displaystyle P={\frac {R\,T}{V_{m}-b}}-{\frac {a}{V_{m}^{2}+(1+3\,\omega )bV_{m}-3\omega b^{2}}}}
この方程式は、ω = 0の場合に元のレドリッヒ・クオンの状態方程式に還元され、 ω = 1/3の場合にはペン・ロビンソンの状態方程式に一致する。